# Закут
«Закут» — п'єса українського письменника Миколи Куліша 1929 року, одна з версій твору «Зона», кардинально переробленої так, що вийшла зовсім нова п'єса.
У порівнянні з п'єсою «Зона́» Радобужний виведений тут як досвідчений і підступний політикан, позбувся певної прямолінійності характер Бруса, Пуп перетворився на Овчара, образ якого багато чим нагадує самого Куліша.
«Березіль» схвалив п'єсу до постановки на сезон 1929—1930 року. Курбас та його молоді режисери вже почали були розробку постановчого плану, але репертком рішуче заперечив проти нього. Нічого не вийшло і з публікацією п'єси, — вдалося надрукувати лише її фінал — епізод засідання комісії по чистці партії у «Робітничій газеті Пролетар» (1929, 21 лист).
В архіві П. Зенкевича зберігся текст російського перекладу п'єси (Відділ рукописів Інституту літератури імені Т. Г. Шевченка АН УРСР. — Ф. 148 — Од. зб. 51), датований 22 листопада 1929 року. На ньому напис рукою М. Куліша: «Текст перевода мною прочитан. Перевод, полагаю, сделан вполне удовлетворительно. М. Куліш». Там же зберігається і авторський рукопис, з якого зроблено переклад Зенкевича.
Хоча Всероскомдрам підтримав «Закут» (у протоколі обговорення було сказано: «Пьеса очень хорошая, заслуживает продвижения на большую сцену», цей твір М. Куліша так і не мав сценічної історії.